# Marian Skrzypczak
Marian Skrzypczak (15. dubna 1909, Janowiec Wielkopolski – 5. října 1939, Płonkowo) byl polský římskokatolický kněz, oběť nacismu a mučedník. Katolická církev jej uctívá jako blahoslaveného.

## Život
Narodil se 15. dubna 1909 ve městě Janowiec Wielkopolski.
Po studiu na gymnáziu v Żnině nastoupil do kněžského semináře v Hnězdně. Dne 15. června 1935 přijal z rukou biskupa Antoni Laubitze kněžské svěcení. Jeho primiční mše byla sloužena v kostele svatého archanděla Michaela v Hnězdně. Byl poslán jako farní vikář do vesnice Rogowo.
V období druhé světové války byl farním vikářem ve vesnici Płonkowo. Vědom si hrozícího nebezpečí zůstal ve farnosti. Dne 5. října 1939 vtrhla na faru skupina německých mladých příslušníků milice, kteří ho obvinili z navádění k zabíjení Němců. Byl zbit kabely a byla mu probodena noha bajonetem. Poté byl svržen ze schodů dolů. Milicionáři mu nařídili aby utíkal směrem k vesnici. Když se kulhající muž dostal ke dveřím sakristie byl třikrát postřelen. Po nalezení těla byl pohřben místními farníky.
Dne 5. prosince 2006 bylo jeho tělo na farním hřbitově v Płonkowě identifikováno a exhumováno. Po očištění a dezinfekci byly ostatky uloženy do relikviáře a následně neseny v průvodu do farního kostela, kde byl relikviář uložen do mramorového oltáře.

## Proces svatořečení
Dne 26. ledna 1992 byla započata diecézní fáze jeho procesu blahořečení. Dne 26. března 1999 uznal papež Jan Pavel II. jeho mučednictví. Blahořečen byl 13. června 1999 ve skupině 108 polských mučedníků.
Jeho svátek je připomínán 5. října.